# Gestion multimodale centralisée des déplacements

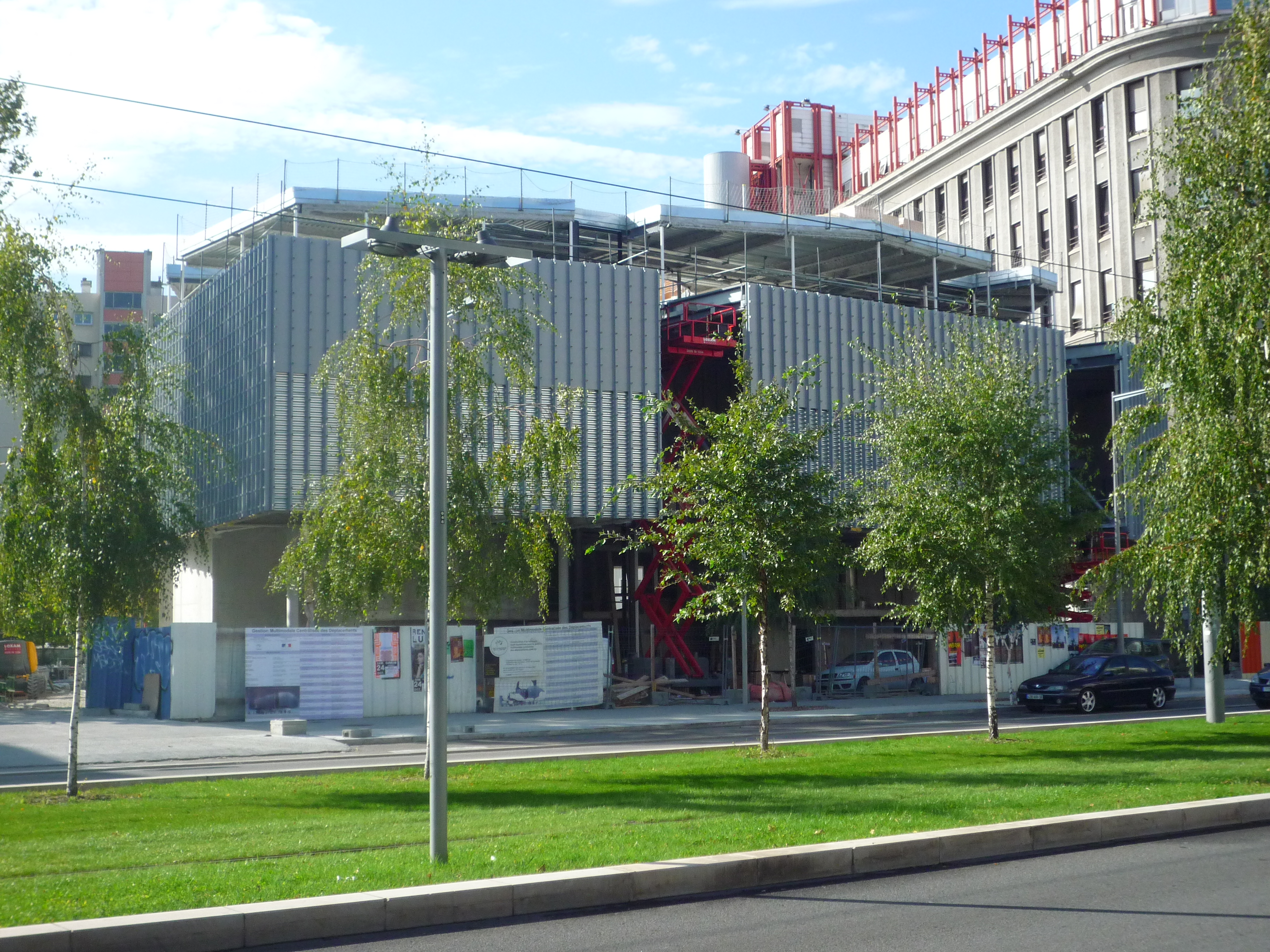
StationMobile à Grenoble.

La gestion multimodale centralisée des déplacements est un regroupement de moyens techniques, qui a pour but d’optimiser le fonctionnement de l’ensemble des réseaux de déplacements et d’informer les usagers sur les conditions de déplacements.

## Description
Dans l’agglomération grenobloise, cette réalisation se concrétise par l'ouverture au public le 24 avril 2012 de son bâtiment portant le nom de StationMobile.
Dirigé par la Métro en partenariat avec l’État, le conseil régional d'Auvergne-Rhône-Alpes, le conseil départemental de l'Isère, le Syndicat mixte des mobilités de l'aire grenobloise et la ville de Grenoble, différents moyens sont mis en œuvre pour lancer ce projet.
La gestion fonctionne au niveau de l'agglomération grenobloise et est étendue à la région urbaine (environ 160 communes et 630 000 habitants).
L'accueil du public est assuré du lundi au samedi et la StationMobile est desservi par la ligne C du tramway de Grenoble.

## Histoire
En 2008, est mis en place un service d’information des usagers, un serveur vocal téléphonique et SMS.
En 2009, est mis en service un système informatique visant à faciliter la coordination de ces acteurs et l’élaboration des informations.
En juin 2010, mise en service d’un bâtiment multi-exploitant de 2 700 m2 réunissant les gestionnaires de réseaux, situé au 15 boulevard Joseph Vallier à Grenoble.